# Araçari à oreillons roux
Pteroglossus castanotis
Espèce
Répartition géographique
Statut de conservation UICN

 LC  : Préoccupation mineure
Statut CITES
L'Araçari à oreillons roux (Pteroglossus castanotis) est une espèce d'oiseau de la famille des Ramphastidae.

## Mensurations
Il mesure 43 – 47 cm pour un poids de 220 - 310 g.

## Alimentation
Il se nourrit entre autres de fruits de Cecropia, Coussapoa, Ficus, Ocotea ...

## Répartition et sous-espèces

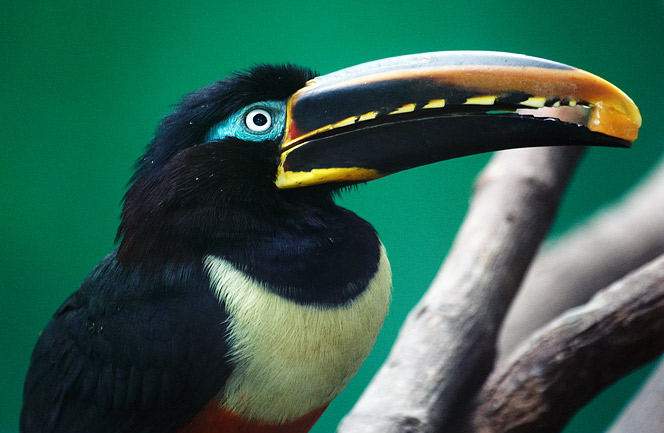
La sous-espèce nominale P. c. castanotis.

Cet oiseau est représenté par deux sous-espèces :
- P. c. castanotis Gould, 1834 — à l'ouest du rio Madeira ;
- P. c. australis Cassin, 1867 — à l'est du rio Madeira.